# 薩爾河 (西班牙)
42°50′53″N 8°38′51″W / 42.84819°N 8.64757°W

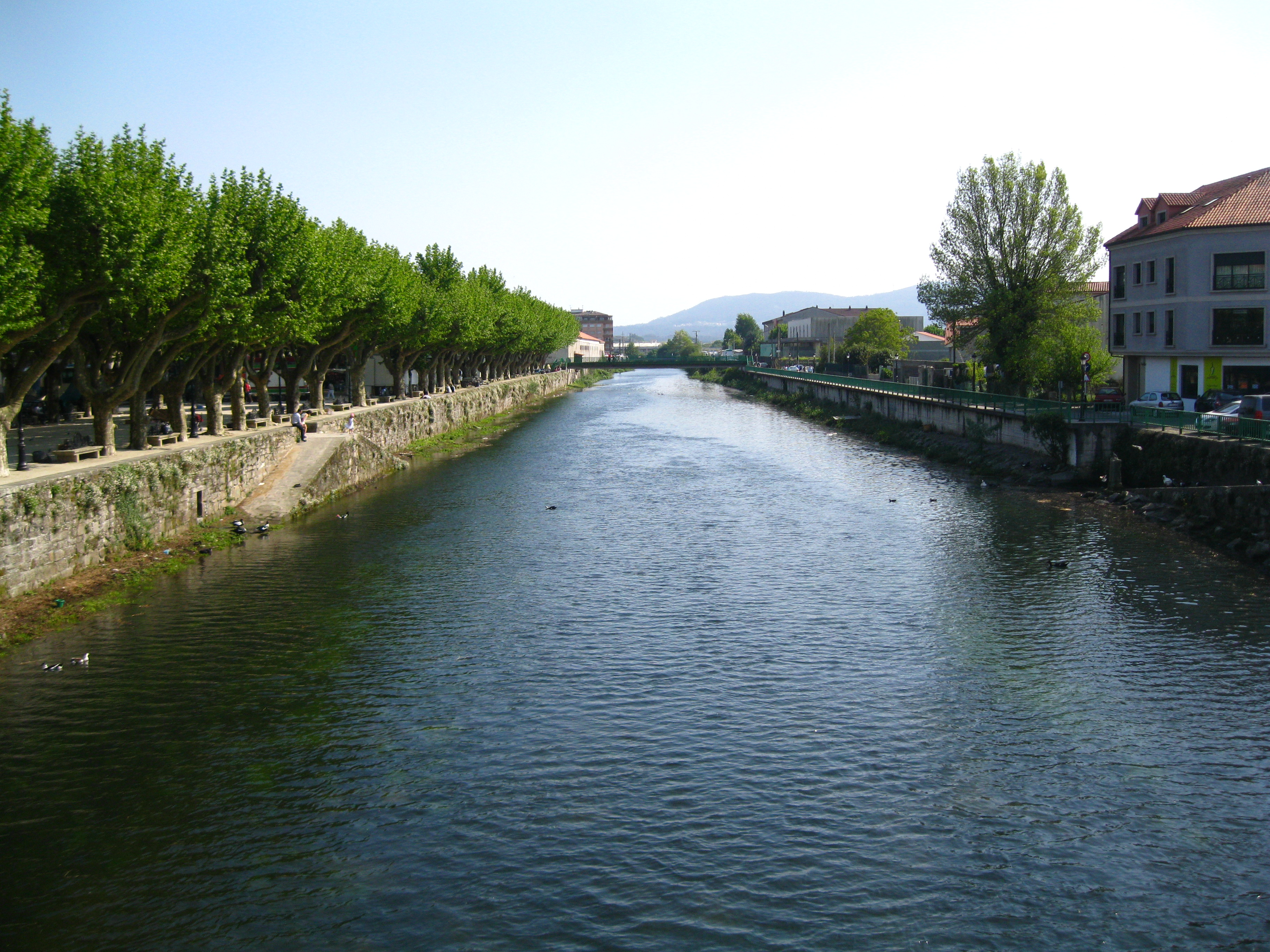
薩爾河帕德龍鎮段

薩爾河（西班牙語：Río Sar）是西班牙的河流，位於西北部拉科魯尼亞省，河道全長超過30公里，發源自聖地亞哥－德孔波斯特拉附近，最終注入烏利亞河。

## 圖像

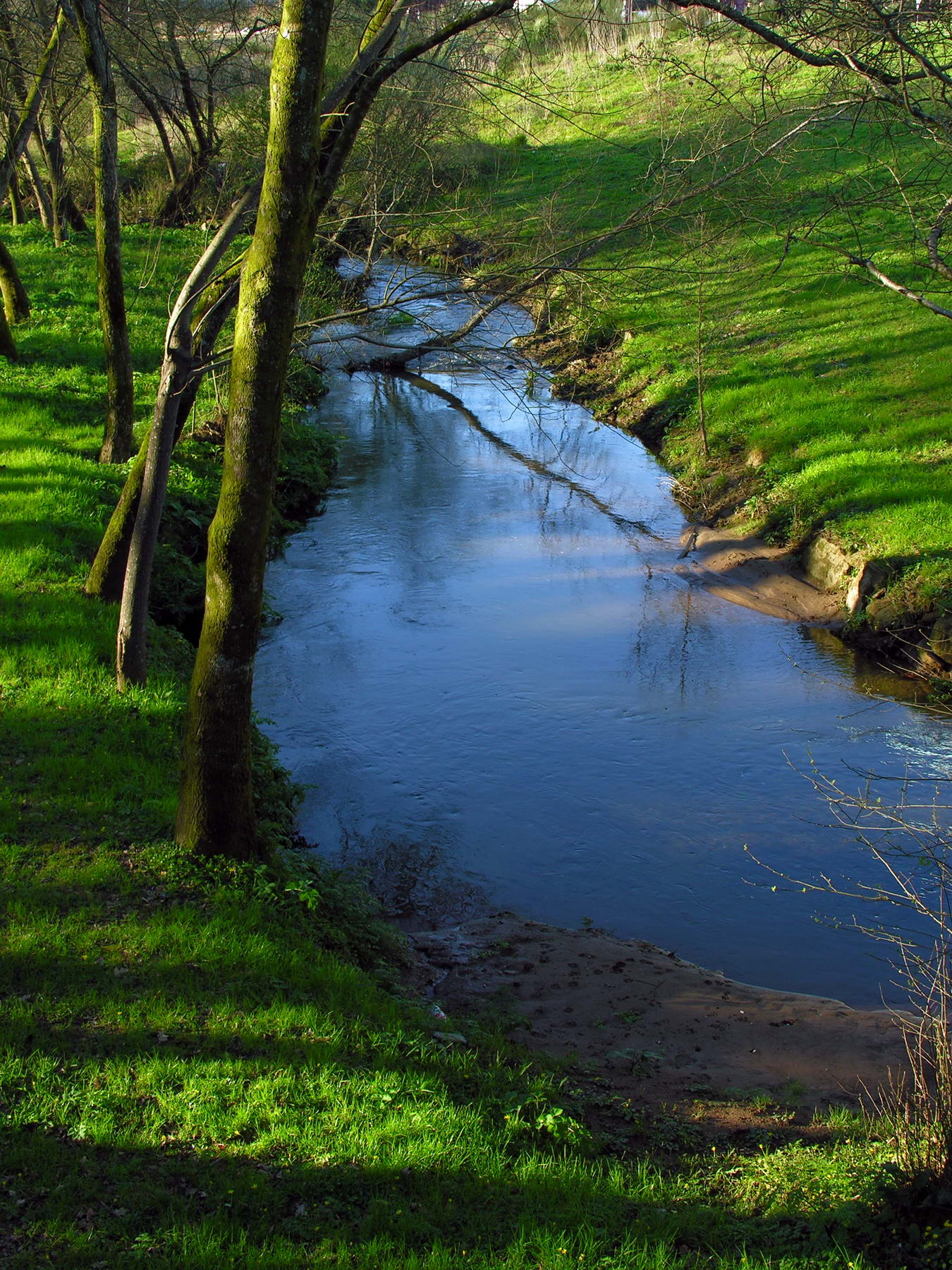
聖地亞哥-德孔波斯特拉市段
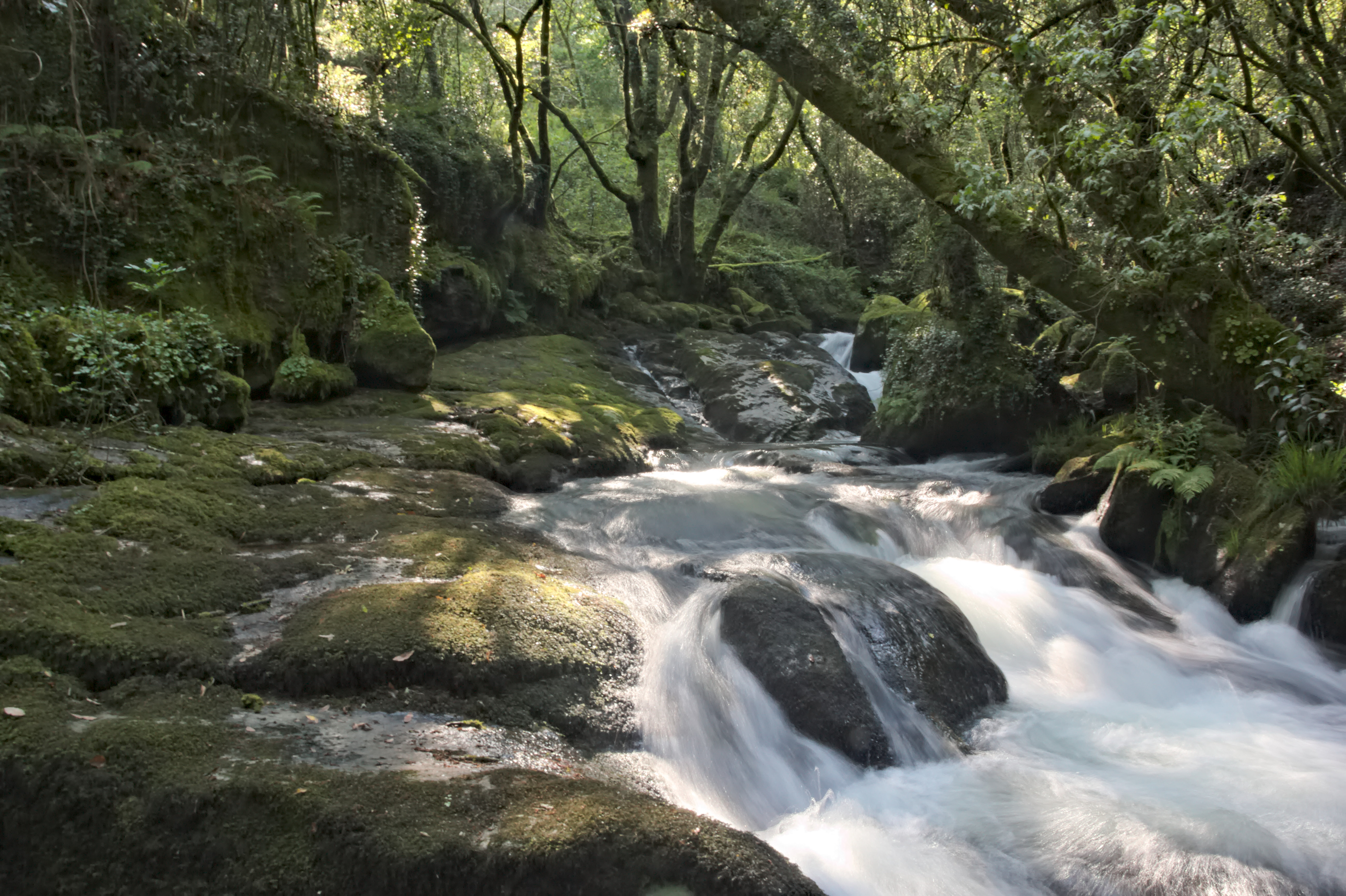
阿梅斯鎮段的森林溪流